# Melvin Spencer Newman
Melvin Spencer Newman (New York, 3 oktober 1908 - Columbus (Ohio), 30 mei 1993) was een Amerikaans chemicus die bekend werd door het ontwikkelen van de Newmanprojectie.
Newman studeerde van 1925 tot 1932 aan de Yale-universiteit, waar hij ook promoveerde in de groep van Rudolph J. Anderson. Na post-doc verblijven aan Yale, de Columbia-universiteit en de Harvard-universiteit, verkreeg hij een positie als assistent-professor aan de Ohio State University. In 1944 werd hij hier ook tot hoogleraar benoemd.
Newman kreeg een groot aantal onderscheidingen, maar is toch het bekendst geworden door de ontwikkeling van de zogenaamde newmanprojectie. De projectie helpt bij de weergave van de ruimtelijke structuur van moleculen. Zijn naam is samen met die van Harold Kwart ook gegeven aan de Newman-Kwart-omlegging.